# Scoutismus
Scoutismus ist eine in Deutschland übliche Bezeichnung für Pfadfinderarbeit englischen oder US-amerikanischen Stils, die sich stark an Baden-Powell und Scouting for Boys orientiert. Scoutismus wird häufig als Gegensatz zum in Deutschland verbreiteten bündisch geprägten Pfadfindertum gesehen, das deutliche Einflüsse der Jugendbewegung zeigt.
Als Merkmal im Bereich der Aktivitäten gilt die Durchführung von Pfadfinderlagern. Typisch für die Bündische Bewegung sind stattdessen eher Fahrten. Ein weiteres wesentliches Merkmal des Scoutismus ist eine Betonung der Internationalität, da sich die Pfadfinder schnell als Internationale Bewegung verstanden und die Verbundenheit mit den Pfadfindern anderer Länder betonen. Die Bündische Jugend entwickelte sich in dieser Form nur in Deutschland und arbeitet deshalb eher nach dem Prinzip „Völkerverständigung durch Kennenlernen“.
Der Begriff Scoutismus wird in Deutschland häufig abwertend gebraucht.